# NGC 5141
NGC 5141 est une galaxie lenticulaire située dans la constellation des Chiens de chasse. Sa vitesse par rapport au fond diffus cosmologique est de 5 419 ± 20 km/s, ce qui correspond à une distance de Hubble de 79,9 ± 5,6 Mpc (∼261 millions d'al). NGC 5141 a été découverte par l'astronome germano-britannique William Herschel en 1785.
NGC 5141 présente également un jet d'ondes radio. Selon la base de données Simbad, NGC 5141 est une galaxie LINER, c'est-à-dire une galaxie dont le noyau présente un spectre d'émission caractérisé par de larges raies d'atomes faiblement ionisés.
À ce jour, une mesure non basée sur le décalage vers le rouge (redshift) donne une distance d'environ 74,000 Mpc (∼241 millions d'al). Cette valeur est à l'intérieur des valeurs de la distance de Hubble. Notons que c'est avec la valeur moyenne des mesures indépendantes, lorsqu'elles existent, que la base de données NASA/IPAC calcule le diamètre d'une galaxie. 

## Groupe de NGC 5141
NGC 5141 est la plus brillante galaxie d'un trio qui porte son nom. Les deux autres galaxies du groupe de NGC 5141 sont NGC 5142 et NGC 5149.